# Демир-Хисар (община)
Деми́р-Хи́сар (макед. Општина Демир Хисар) — община в Республике Македония. Расположена на юго-западе страны. Население составляет 9497 человек (2002 год).
Административный центр — город Демир-Хисар.
Площадь территории общины 480,13 км².
Граничит с общинами Республики Македонии:
- на северо-западе — с общиной Другово;
- на северо-востоке — с общиной Крушево;
- на востоке — с общиной Могила;
- на юго-востоке — с общиной Битола;
- на юге — с общиной Ресен;
- на юго-западе — с общиной Охрид;
- на западе — с общиной Дебарца.

Кроме города Демир-Хисар в состав общины входят ещё 40 сёл: Бабино, Базерник, Бараково, Белче, Боиште, Брезово, Вардино, Велмевци, Вирово, Големо-Илино, Граиште, Доленци, Единаковци, Жван, Железнец, Журче, Загориче, Зашле, Кочиште, Кутретино, Лесково, Мало-Илино, Мренога, Ново-Село, Обедник, Прибилци, Радово, Ракитница, Растойца, Света , Сладуево, Слепче, Слоештица, Смилево, Сопотница, Стругово, Суво-Грло, Суводол, Утово и Церово.
Этническая структура населения в общине по переписи населения 2002 года:
- македонцы — 9179 чел.;
- албанцы — 232 чел.;
- турки — 35 чел.;
- сербы — 13 чел.;
- цыгане — 11 чел.;
- арумыны — 7 чел.;
- боснийцы — 2 чел.;
- остальные — 18 чел.

## Галерея

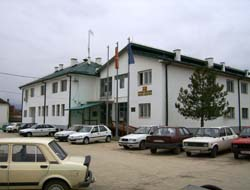
администрация (сградата) общины Демир-Хисар
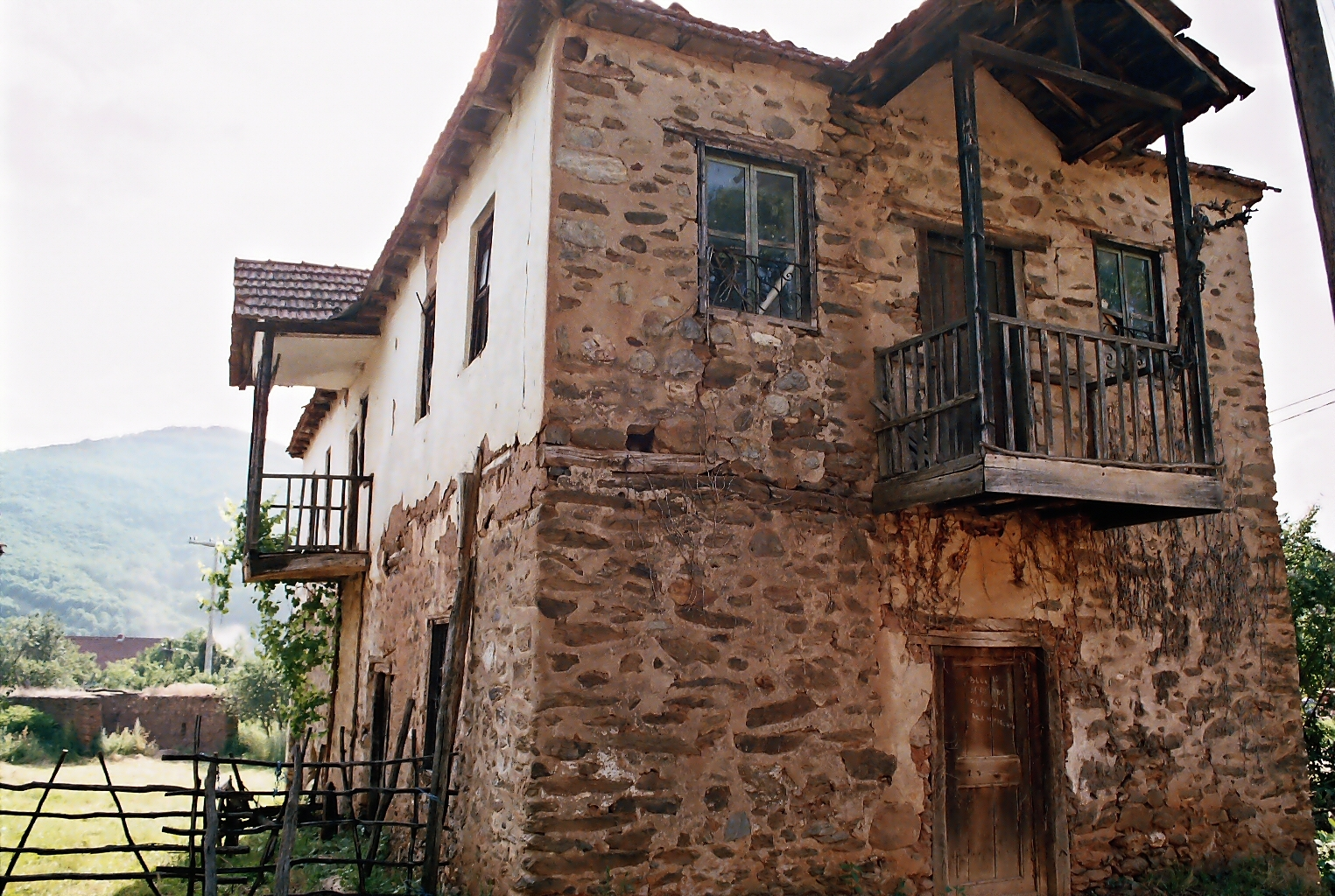
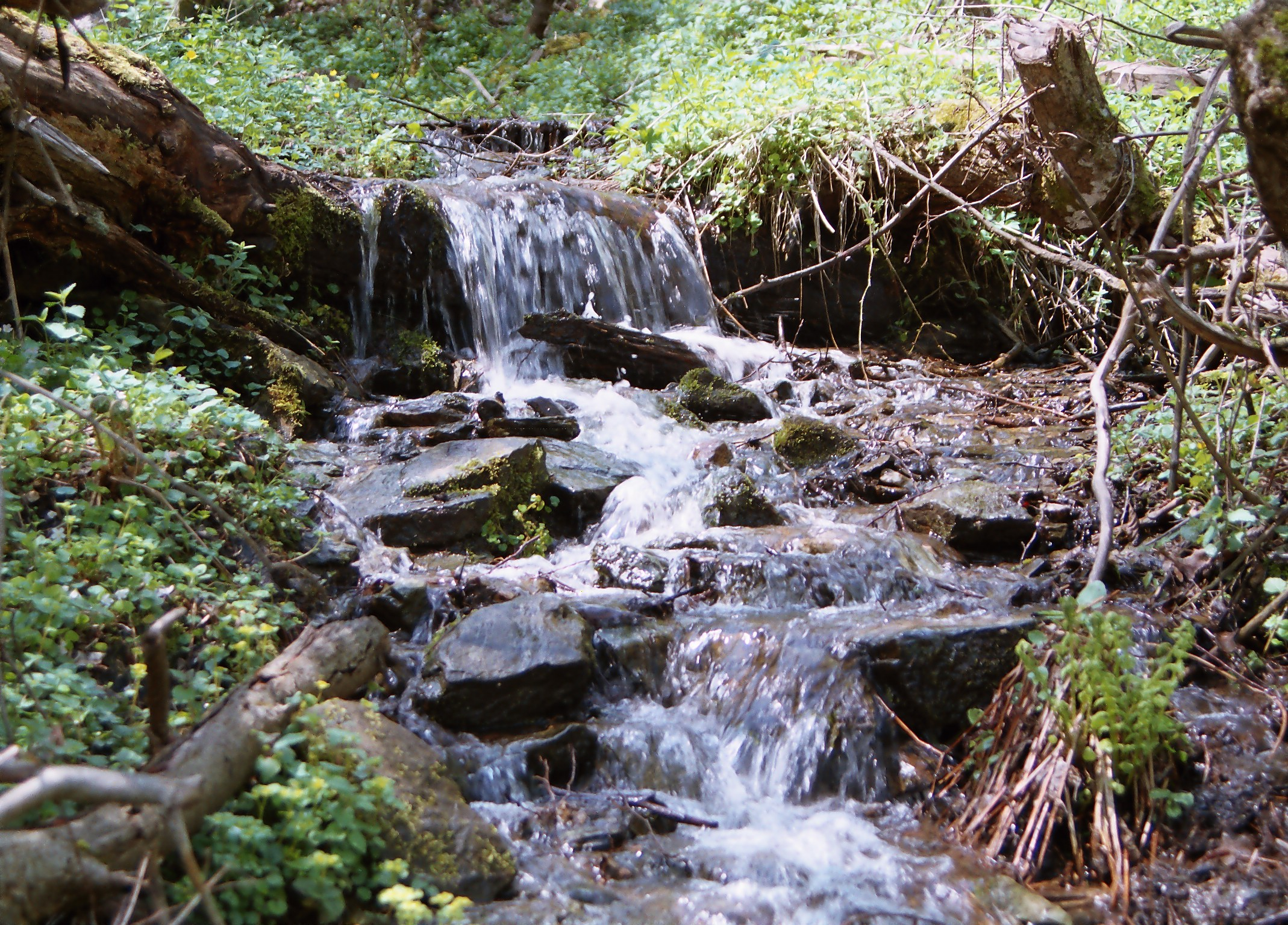